# Martina Kessler
Martina Kessler (* 1961 in Wolzhausen) ist eine deutsche Theologin, Fernsehmoderatorin und Autorin christlicher Bücher.

## Leben
Kessler schloss 1982 in Gummersbach ihre Ausbildung zur Krankenschwester ab, arbeitete danach bis 1987 im dortigen Kreiskrankenhaus im Früh- und Neugeborenenbereich. Seit 2000 arbeitet sie freiberuflich als psychologische Beraterin, Persönlichkeitstrainerin, Konfliktberaterin und Seelsorgerin und Autorin. Seit 1999 ist sie als Dozentin an der Akademie für christliche Führungskräfte in Deutschland, der Schweiz und Österreich, die sie zusammen mit ihrem Mann leitet, und seit 2000 als psychologische Beraterin (Ausbildung beim TS-Institut, heute Stiftung Therapeutische Seelsorge) beim Therapeutischen Seelsorgeinstitut in Neuendettelsau tätig. Hinzu kommen weitere Lehraufträge in kirchlichen Institutionen und in der freien Wirtschaft in Deutschland, der Schweiz, Österreich, Sri Lanka, Paraguay und Tansania. Ihr Buch Die Machtfalle wurde ins Russische, Niederländische, Ungarische und Portugiesische übersetzt. Kessler moderierte von 2006 bis 2011 über 100 Sendungen der mehrmals wöchentlich ausgestrahlte Seelsorgesendung „Betesda“ bei BibelTV und ist seit 2008 Lehrbeauftragte an der Akademie Forum Wiedenest in Bergneustadt.
Bei der University of South Africa (UniSA) erwarb sie 2008 mit ihrer Arbeit über Macht Macht Erotisch? Authentisch leben – eine Herausforderung in der christlichen Mission. Am Beispiel sexueller Versuchlichkeit weiblicher, lediger heterosexueller Führungskräfte. einen Master in Theologie.
Seit 2012 unterrichtet sie an der Theologischen Hochschule Ewersbach und von 2013 bis 2018 auch an der CVJM-Hochschule. Kessler war von 2012 bis 2021 Mitglied des Vorstandes bei der Akademie für Psychotherapie und Seelsorge (APS). 
2014 promovierte sie an der Universität von Südafrika (UniSA) mit ihrer Dissertation in Missionstheologie über Missionarinnen in heterosexuell erotisierten Beziehungsgeflechten: eine theologisch-soziologische Untersuchung in deutschen evangelikalen Missionsgesellschaften.
Seit 2015 ist sie Clearingbeauftragte der Deutschen Evangelischen Allianz. Zusammen mit Wolfram Soldan verfasste sie für die Allianz einen „Leitfaden zum Umgang mit religiösem Machtmissbrauch“.

## Privates
Martina Kessler ist seit 1983 verheiratet mit Volker Kessler. Das Paar hat vier Kinder und lebt in Gummersbach.

## Veröffentlichungen (Auswahl)
- mit Volker Kessler: Die Machtfalle. Machtmenschen in der Gemeinde, Brunnen Verlag 2001, ISBN 978-3-765538353, auch ins Russische, Niederländische, Portugiesische[3] und Ungarische[13] übersetzt.
- Suche dringend Hilfe: Auswege – eine Fernseh-Seelsorgerin antwortet, SCM R. Brockhaus 2008, ISBN 978-3-417207422.
- Eheleben – Chance zu zweit, Hänssler Verlag 2009, ISBN 978-3-775151269.
- Martina Kessler, Michael Hübner: Von Kritik lernen ohne verletzt zu sein. Brunnen Verlag, 2013, ISBN 978-3-7655-2019-8.
- mit Volker Kessler und den vier gemeinsamen Kindern: Erziehung – Ein Abenteuer für die ganze Familie, Francke-Verlag 2014, ISBN 978-3868274752.
- Martina Kessler, Werner Schäfer, Michael Utsch (Hrsg.): Menschen begleiten: individuell - ganzheitlich - geistlich. LIT Verlag, 2018, ISBN 978-3-643-14139-2.
- Erotisierte Beziehungen in der Mission. Verlag für Kultur und Wissenschaft, 2018, ISBN 978-3-86269-161-6.
- Martina Kessler (Hrsg.): Religiösen Machtmissbrauch verhindern. Brunnen, 2021, ISBN 978-3-7655-2117-1.
- Eheleben. Verlag für Kultur und Wissenschaft, 2023, ISBN 978-3-86269-261-3.
- Jana Schmidt, Martina Kessler: Sie predigten Wasser und tranken Wein. SCM Hänssler, 2023, ISBN 978-3-7751-6161-9.